# Echo (You and I)
Pour les articles homonymes, voir Écho.
Chansons représentant la France au Concours Eurovision de la chanson
Sognu
(2011) L'Enfer et Moi
(2013)
Singles de Anggun
Je partirai
(2011)
Pistes de Echoes
Buy Me Happiness
(2)
Echo (You and I) (« Écho (Toi et moi) »), est une chanson aux deux tiers en français et un tiers en anglais de l'artiste Anggun composée et écrite par Jean-Pierre Pilot, collaborateur de Zazie, et William Rousseau,. 
Elle représente la France au Concours Eurovision de la chanson 2012 et est à ce titre interprétée le 26 mai 2012 par la chanteuse à Bakou, capitale de l'Azerbaïdjan,.
La chanson figure sur la réédition du dixième album studio de la chanteuse, Échos, sortie le 26 mars 2012.

## Production
Anggun a composé la chanson en collaboration avec les musiciens William Rousseau et Jean-Pierre Pilot . Pour le mixage de la chanson, elle a demandé l'aide de Veronica Ferraro, qui a travaillé sur le dernier projet de David Guetta. Le 29 décembre 2011, la démo de la chanson, intitulée Europa, a été envoyée à plusieurs médias et prétendait être aussi entêtante et attrayante que Moves Like Jagger de Maroon 5 et I Wanna Go de Britney Spears . Le 17 janvier 2012, Anggun annonça le titre officiel de la chanson, Echo (You and I) . La chanson est principalement en français, avec quelques paroles en anglais dans son refrain. La version complète en anglais a été enregistrée .

## Eurovision 2012
La chanson est présentée le 29 janvier 2012 à la suite d'une sélection interne.
Elle participe à la finale du Concours Eurovision de la chanson 2012, le 26 mai 2012 et finit à la 22e place 

## Liste des pistes
- Téléchargement numérique

1. Echo (You and I) – 3:03

## Classements
| Classement (2012)                   | Meilleure position |
| ----------------------------------- | ------------------ |
| Belgian Wallonia Ultratip Chart     | 42                 |
| French Singles Chart                | 74                 |
| French International Airplay Chart  | 1                  |
| French International Download Chart | 1                  |